# Giannandrea Giustiniani Longo

Stemma Giustiniani

Giannandrea Giustiniani Longo (Genova, 1494 – Genova, 1554) fu il 51º doge della Repubblica di Genova.

## Biografia
Figlio di Baldassarre Longo e di Genevrina Spinola, nacque a Genova intorno al 1494.
Fin da giovane si distinse per i suoi meriti militari al servizio di Genova. Al comando della nave chiamata Giustiniana combatté contro i Turchi, i Veneziani ed i Portoghesi. Insieme a Stefano Spinola nel 1528 guidò delle truppe che sottomisero Savona dopo che la città aveva cercato di rendersi indipendente alleandosi con la Francia. Con la riforma voluta da Andrea Doria, sempre nel 1528, assunse il cognome Giustiniani presente nell'Albergo delle nobiltà genovesi.
Tra gli incarichi ufficiali che ricoprì a Genova fu nel Magistrato della guerra, senatore e procuratore della Repubblica.
Fu eletto doge il 4 gennaio 1539, succedendo a Giovanni Battista Doria, la sesta in successione biennale e la cinquantunesima nella storia repubblicana. Durante il dogato si impegnò in particolare per alleviare le conseguenze della carestia che aveva colpito la città, istituendo tra le altre cose il Magistrato della Misericordia e concedendo benefici al Monte di Pietà. A lui si deve la costruzione della Porta d'Archi, oggi ricordata dalla via che porta lo stesso nome. Il mandato terminò come da scadenza il 4 gennaio 1541.
Sposò Maddalena Banca, dalla quale ebbe due figlie. Morì intorno al 1554 a Genova e fu sepolto nella chiesa di Santa Maria di Castello; la sua tomba venne però distrutta durante il bombardamento francese della città nel 1684.